# Lugn i stormen
Lugn i stormen (engelska: Step by Step) är en amerikansk komediserie som sändes mellan 1991 och 1998. 
Serien utspelar sig i Carol och Franks hem i en villaförort till Milwaukee i Wisconsin. De bor tillsammans med alla sina barn från sina tidigare äktenskap i ett aldrig vilande kaos.

## Rollista i urval
| Patrick Duffy   | – Frank Lambert        |
| Brandon Call    | – John Thomas Foster   |
| Christine Lakin | – Alicia "Al" Lambert  |
| Josh Byrne      | – Brendan Lambert      |
| Sasha Mitchell  | – Cody Lambert         |
| Suzanne Somers  | – Carol Foster-Lambert |
| Staci Keanan    | – Diana Foster         |
| Angela Watson   | – Karen Foster         |
| Patricia Darbo  | – Penny Baker          |
| Peggy Rae       | – Ivy Baker            |